# Castlerea
Castlerea is een plaats in het Ierse graafschap Roscommon. De plaats telt 3.055 inwoners. Castlerea ligt aan de rivier de Suck, een zijrivier van de Shannon.

## Vervoer
Castlerea ligt aan de spoorlijn Dublin - Westport. Vanaf het station vertrekken dagelijks vijf treinen in beide richtingen. Over de weg is de plaats bereikbaar via de N60 die vanaf Roscommon naar Castlebar in Mayo loopt.

## Geboren
- Douglas Hyde (1860-1949), eerste president van Ierland (1938-1945)